# Mackintoshia persica
Mackintoshia persica är en svampart som beskrevs av Pacioni & C. Sharp 2000. Mackintoshia persica ingår i släktet Mackintoshia och familjen spindlingar.   Inga underarter finns listade i Catalogue of Life.